# (35769) 1999 JX1
1999 JX1 (asteroide 35769) é um asteroide da cintura principal. Possui uma excentricidade de 0.13496910 e uma inclinação de 7.27927º.
Este asteroide foi descoberto no dia 8 de maio de 1999 por CSS em Catalina.